# 텍사스감나무
텍사스감나무(Texas---, 학명: Diospyros texana 디오스피로스 텍사나[*])는 감나무과의 과일 나무(소교목 또는 큰 관목)이다. 열매인 텍사스감은 감의 하나이며, 또한 사포테라 불리는 과일의 하나로, 차포테(스페인어: chapote)라는 이름으로도 알려져 있다. 원산지는 미국의 텍사스주 및 멕시코의 인접 지역이다.

## 사진

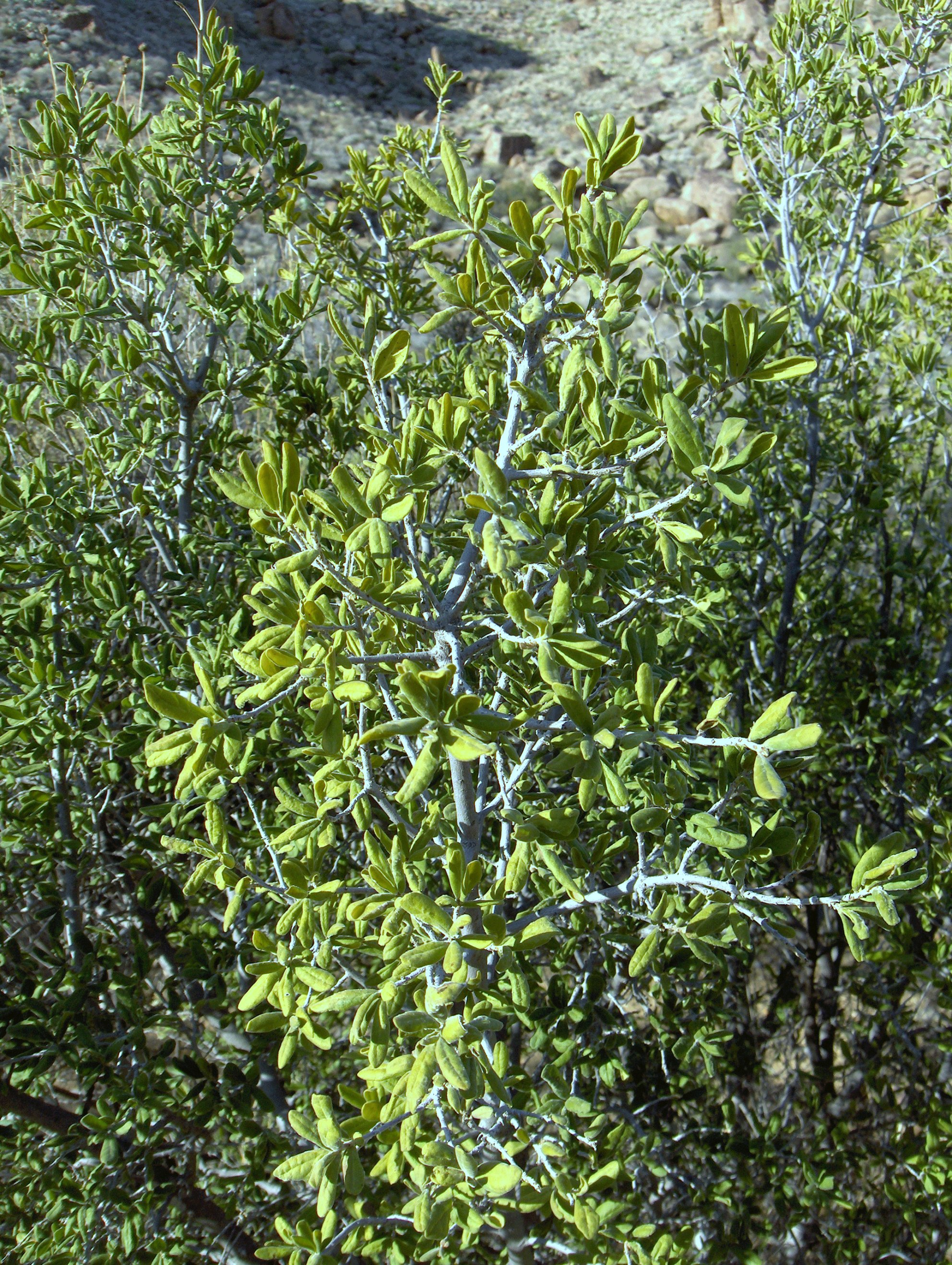
나무
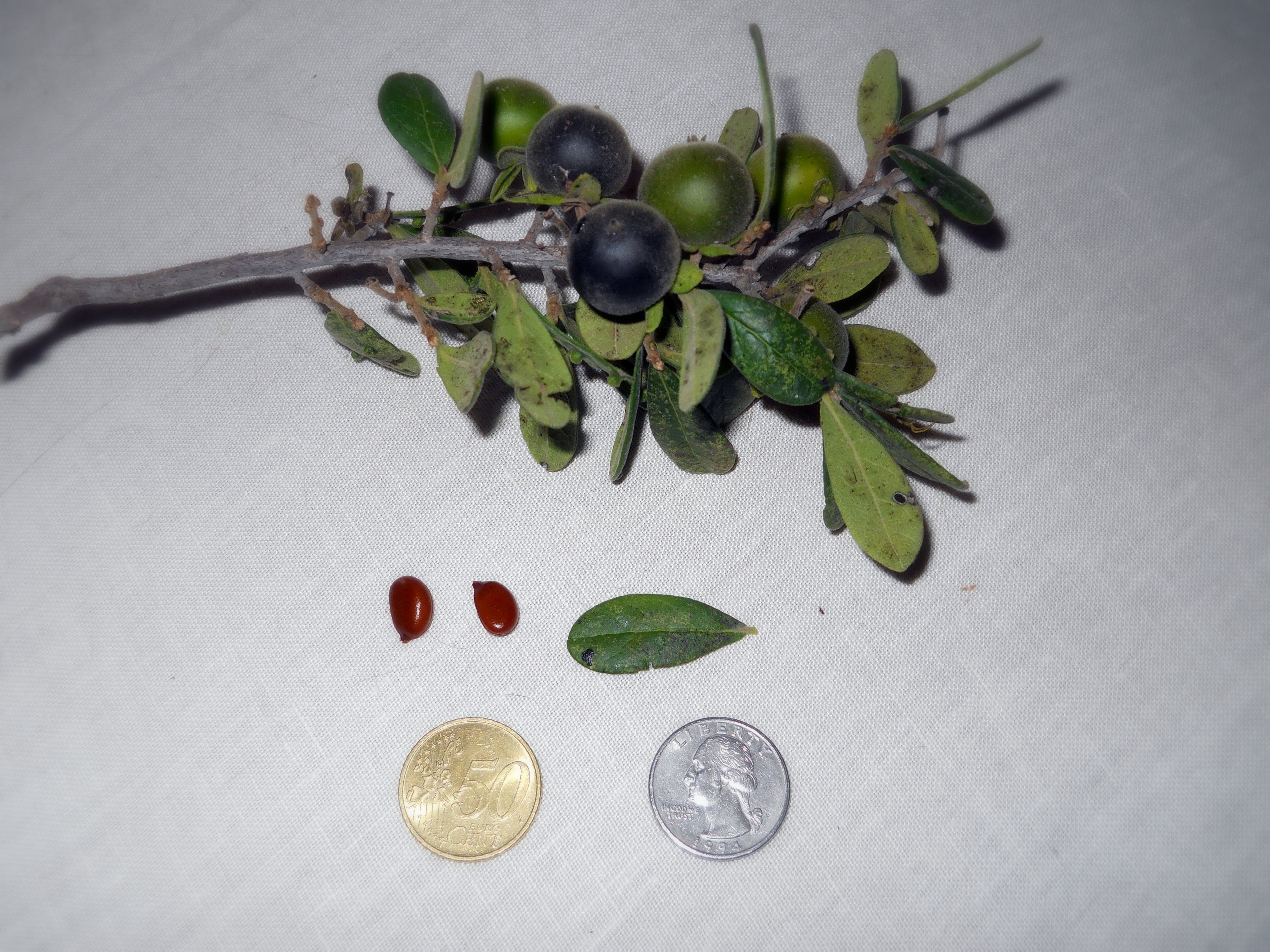
가지, 잎, 열매, 씨